# Leopold ze Szlezwika-Holsztynu-Sonderburga-Wiesenburga
Leopold ze Szlezwika-Holsztynu-Sonderburga-Wiesenburga (ur. 7 października 1674 w Brzegu, zm. 4 marca 1744 w Wiedniu) – syn Fryderyka ze Szlezwika-Holsztynu-Sonderburga-Wiesenburga i Karoliny (1652–1707), księżniczki legnicko-brzeskiej, ostatniej przedstawicielki dynastii Piastów.

## Życiorys
Książęca rodzina ze Szlezwika-Holsztynu-Sonderburga-Wiesenburga była młodszą linią dynastii Oldenburgów. Ich rodową siedzibą stanowił zamek Wiesenburg, od którego przyjęli nazwę. Ojciec Leopolda, ks. Fryderyk ze Szlezwiku-Holsztyna-Sondenburga-Wiesenburga (1651–1724), pułkownik kirasjerów w cesarskiej armii i od 1689 feldmarszałek, nie posiadał suwerennych ziem, miał jedynie prawo dziedziczne do księstwa Szlezwiku i Holsztynu. Gdy w sierpniu 1680 r. doszło do całkowitej separacji małżeńskiej między Fryderykiem i Karoliną, opiekę nad małoletnim Leopoldem przyznano Fryderykowi.
W 1725 r., już po śmierci ojca, Leopold sprzedał rodowy zamek Wiesenburg królowi polskiemu Augustowi II Mocnemu i wraz z rodziną przeniósł się do Wiednia, gdzie na dworze cesarza Karola VI Habsburga pełnił funkcję tajnego doradcy. Zmarł w Wiedniu i został pochowany w tamtejszej katedrze św. Szczepana. 6 maja 1744 r., niespełna dwa miesiące po śmierci Leopolda, zmarła jego żona Maria Elżbieta.

## Rodzina
28 lutego 1713 r. Leopold zawarł związek małżeński z Marią Elżbietą von Liechtenstein (1683–1744), wdową po Maksymilianie II Jakubie von Liechtensteinie (1641–1709), która pochodziła z arystokratycznego rodu Dietrichstein – znanej szlachty austriackiej. Małżeństwo doczekało się pięciu córek:
- Teresa Maria Anna (1713–1745)
- Maria Eleonora Katarzyna (1715–1760)
- Maria Gabriela Felicitas (1716–1798)
- Maria Karolina Antonina (1718–1765)
- Maria Antonina Jadwiga (1721–1735)[4]

Leopold był ostatnim męskim przedstawicielem książęcej linii ze Szlezwika-Holsztynu-Sonderburga-Wiesenburga.

Herb

## Genealogia
| Jan Chrystian brzeski ur. 28 VIII 1591 zm. 25 XII 1639 | Jan Chrystian brzeski ur. 28 VIII 1591 zm. 25 XII 1639 |                                                 |                                                 | Dorota Sybilla Hohenzollern 1) ur. 9 X 1590 zm. 9 III 1625 | Dorota Sybilla Hohenzollern 1) ur. 9 X 1590 zm. 9 III 1625 |  |  | Jan Kazimierz Askański ur. 7 XII 1596 zm. 15 IX 1660 | Jan Kazimierz Askański ur. 7 XII 1596 zm. 15 IX 1660 |                                                |                                                | Agnieszka Heska ur. 13/14 V 1606 zm. 28 V 1650 | Agnieszka Heska ur. 13/14 V 1606 zm. 28 V 1650 |
|                                                        |                                                        |                                                 |                                                 |                                                            |                                                            |  |  |                                                      |                                                      |                                                |                                                |                                                |                                                |
|                                                        |                                                        |                                                 |                                                 |                                                            |                                                            |  |  |                                                      |                                                      |                                                |                                                |                                                |                                                |
|                                                        |                                                        | Chrystian legnicki ur. 9 IV 1618 zm. 28 II 1672 | Chrystian legnicki ur. 9 IV 1618 zm. 28 II 1672 |                                                            |                                                            |  |  |                                                      |                                                      | Ludwika Anhalcka ur. 10 II 1631 zm. 25 IV 1680 | Ludwika Anhalcka ur. 10 II 1631 zm. 25 IV 1680 |                                                |                                                |
|                                                        |                                                        |                                                 |                                                 |                                                            |                                                            |  |  |                                                      |                                                      |                                                |                                                |                                                |                                                |
|                                                        |                                                        |                                                 |                                                 |                                                            |                                                            |  |  |                                                      |                                                      |                                                |                                                |                                                |                                                |
|                                                        |                                                        |                                                 |                                                 |                                                            |                                                            |  |  |                                                      |                                                      |                                                |                                                |                                                |                                                |

|                                                                                 |  | Fryderyk Schleswig-Holstein-Sonderburg-Wiesenburg ur. 2 II 1651 zm. 7 X 1724 OO 14 VII 1672 (tajny) 3 V 1673 (oficjalny) | Fryderyk Schleswig-Holstein-Sonderburg-Wiesenburg ur. 2 II 1651 zm. 7 X 1724 OO 14 VII 1672 (tajny) 3 V 1673 (oficjalny) | Karolina Piastówna ur. 2 XII 1652 zm. 24 XII 1707 | Karolina Piastówna ur. 2 XII 1652 zm. 24 XII 1707 |  |  |  |  |
|                                                                                 |  | | |                                                   |                                                   |  |  |  |  |
|                                                                                 |  | | |                                                   |                                                   |  |  |  |  |
|                                                                                 |  | | |                                                   |                                                   |  |  |  |  |
| Leopold (Schleswig-Holstein-Sonderburg-Wiesenburg) ur. 12 I 1674 zm. 4 III 1744 |  | | |                                                   |                                                   |  |  |  |  |

| 1. córka Jana Jerzego Hohenzollerna |